# Pyskopater på slap line
Pyskopater på slap line (i Egmonts udgaver skrevet Psykopater på slap line; fransk titel La Guérison des Dalton) er et tegneseriealbum fra 1975 med Lucky Luke, skrevet af René Goscinny og tegnet af Morris.
Professor Otto von Himbeergeist vil bevise, at han ved hjælp af psykologisk behandling kan kurere forbrydere for deres kriminelle tilbøjeligheder. Så han rejser fra Europa til Det Vilde Vesten for at opsøge verdens mest forhærdede forbrydere. Og de værste af alle forbrydere er naturligvis Daltonbrødrene, som imidlertid ikke mener, de skal helbredes for noget som helst. Alligevel ændrer de snart karakter, og det samme gør Lucky Luke og alle andre i von Himbeergeists nærhed, inklusive Himbeergeist selv.

## Originaludgave m.m.
- 1975: La Guérison des Dalton i Nouveau Tintin nr. 1[1][2] - 13[3][4], 16. sept. - 9. dec.
- 1975: La Guérison des Dalton, nr. 44 i den franske albumserie Lucky Luke[5]

## Danske udgaver
- 1977: Pyskopater på slap line, nr. 29 i den danske albumserie Lucky Luke; oversat af Tonny Lützer; ISBN 87-7529-261-0[6][7]
- 1982: Pyskopater på slap line i bind 8 i bogserien Lucky Luke luxusbind; oversat af Tonny Lützer[8]
- 2001: Psykopater på slap line, nr. 29 i den danske albumserie Lucky Luke; oversat af Tonny Lützer; ISBN 87-7529-261-0[9]
- 2006: Psykopater på slap line i Lucky Luke 1975-1977 i bogserien Lucky Luke - den komplette samling; oversat af Niels Søndergaard; ISBN 978-87-7679-103-2[10]
- 2025: Pyskopater på slap line, uden nummer i den danske albumserie Et Lucky Luke-pletskud; oversat af Benny Vigan Madsen; ISBN 978-87-7588-073-7[11]